# Biagini Passo

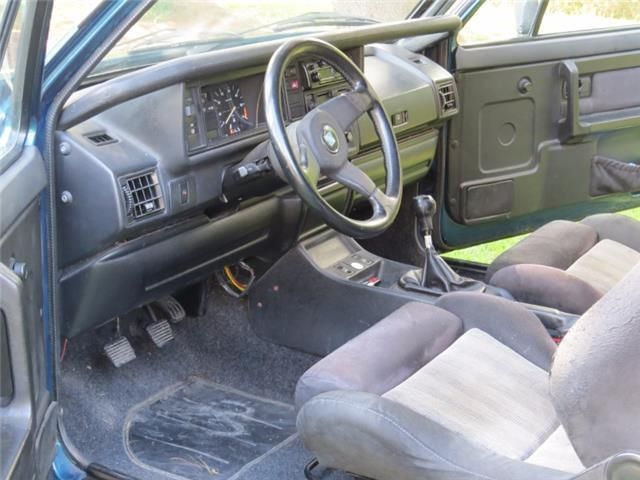
Armaturenbrett

Der Biagini Passo ist ein Crossover-Cabrio des italienischen Automobilherstellers ACM, das von 1990 bis 1993 hergestellt wurde.

## Beschreibung
Technisch gesehen handelt es sich fast komplett um einen Volkswagen, da ACM einfach die leicht veränderte Karosserie des VW Golf I Cabrio über einen selbst hergestellten Hilfsrahmen mit der Technik des Golf II Country verbunden hat.
Allerdings hat ACM die Front und das Heck stark verändert. Die vorderen Kotflügel und die Motorhaube sind eine Biagini Eigenproduktion und nicht mehr lieferbar, da die Firma ACM zum Ende der Produktion aus finanziellen Gründen geschlossen wurde.
ACM hat sich teilweise bei anderen Herstellern bedient, so stammen die Scheinwerfer mit Blinkern vom Fiat Panda der Baujahre 1980 bis 1985, die Rückleuchten vom Opel Kadett D sowie die Seitenblinker vom Fiat Ritmo, ebenfalls Baujahr 1983.
Im Heck ist nicht mehr die kleine Gepäckluke, sondern eine große Klappe, die nach unten öffnet. Die Heckscheibe im Verdeck lässt sich separat hochklappen.
Das Verdeckgestänge ist ein modifiziertes Golf I Cabrio Bauteil mit den originalen Dichtungen. Die Heckscheibe ist wegen der durchaus praktischen Änderung der Heckklappe nicht mehr in Glas ausgeführt, sondern es ist eine PVC-Faltscheibe eingenäht.
Das Armaturenbrett stammt ebenfalls vom Golf 1 ist aber mit einem Griffbügel versehen worden, der bis zur Beifahrerseite reicht.
Die Fahrzeuge wurden nur in sehr geringer Stückzahl über vereinzelte VW-Händler in Deutschland verkauft. Aufgrund des schlechten Korrosionsschutzes ist der Biagini Passo inzwischen extrem selten.
General-Importeur für Deutschland war die Firma G. Enning in Dorsten.
Die Produktionszahl blieb gering. Es steht eine Zahl von 65 Fahrzeugen im Raum. Eine andere Quelle gibt an, dass Biagini 25 Chassis des VW Golf Country abnahm.

## Ausstattungsvarianten
Passo 1.8i L Plus von 11/1991 bis 12/1993
Passo 1.8i LX von 12/1990 bis 11/1991
Passo 1.8i LX (mit Katalysator) von 11/1991 bis 12/1993
Passo 1.8i L von 12/1990 bis 11/1991 (mit nur 88 PS)

## Technische Daten
| Motorbauart           | Vierzylinder                                 |
| Hubraum               | 1,8 l                                        |
| max. Leistung         | 72 kW (98 PS)                                |
| Abgasnachbehandlung   | Katalysator                                  |
| Getriebe              | 5-Gang-Getriebe                              |
| Antrieb               | Permanenter Allradantrieb mit Visco-Kupplung |
| Maße                  |                                              |
| Länge                 | 4255 mm                                      |
| Breite                | 1705 mm                                      |
| Höhe                  | 1555 mm                                      |
| Radstand              | 2480 mm                                      |
| Spurweite vorne       | 1435 mm                                      |
| Spurweite hinten      | 1443 mm                                      |
| Wendekreis            | 10,5 m                                       |
| Räder                 | 6 J x 15                                     |
| Reifen                | 195/60 R 15                                  |
| Leergewicht           | 1245 kg                                      |
| Max. Gesamtgewicht    | 1640 kg                                      |
| Höchstgeschwindigkeit | 155 km/h                                     |
| Beschleunigungswerte  |                                              |
| 0–80 km/h             | 8,2 s                                        |
| 0–100 km/h            | 12,3 s                                       |
| Kraftstoffverbrauch   | unverbleites Normalbenzin                    |
| Bei 90 km/h           | 8,5 l                                        |
| Bei 120 km/h          | 11,4 l                                       |
| Stadtverbrauch        | 11,9 l                                       |